# عبيد حميد الطاير
عبيد بن حميد الطاير، رجل أعمال وسياسي إماراتي، يشغل منصب رئيس مجلس إدارة مجموعة الطاير، شغل منصب عضو مجلس الوزراء ووزير الدولة للشؤون المالية في دولة الإمارات العربية المتحدة في وزارة المالية. وكان عضو في مجلس الوزراء حتى سبتمبر 2021.

## التعليم
تخرج الطاير في جامعة كولورادو بالولايات المتحدة الأمريكية، وحصل على بكالوريوس العلوم في الهندسة الكهربائية.

## المسيرة المهنية
من عام 1981 إلى عام 1991 كان الطاير عضواً في مجلس إدارة اتصالات، وعضواً في مجلس إدارة غرفة تجارة وصناعة دبي من عام 1982 إلى عام 1991، وعضوا في مجلس بلدية دبي من عام 1982 إلى عام 1990، وعضواً في المجلس الوطني الاتحادي من عام 1981 إلى عام 1985.
ومن عام 2000 إلى عام 2008، شغل الطاير منصب رئيس مجلس إدارة غرفة تجارة وصناعة دبي. وكان أيضًا عضوًا في مجلس دبي الاقتصادي من عام 2004 إلى عام 2008. وفي فبراير 2008، انضم الطاير إلى الحكومة الإتحادية لدولة الإمارات العربية المتحدة.
في نوفمبر 2019، تم تعيين الطاير رئيسًا لمجلس إدارة اتصالات (شركة مجموعة الإمارات للاتصالات ش.م.ع). بدلاً من عيسى محمد غانم السويدي. ترأس الطاير الاجتماع الثالث للفريق القيادي لمنصة المشتريات الحكومية 2019 التي أطلقها الشيخ محمد بن راشد آل مكتوم، نائب رئيس دولة الإمارات العربية المتحدة.
كما ترأس الطاير الاجتماع السنوي لمجموعة البنك الدولي وصندوق النقد الدولي في عام 2019. وشغل الطاير منصب عضو مجلس الوزراء ووزير الدولة للشؤون المالية. تم استبداله في مجلس الوزراء في سبتمبر 2021.

## جوائز
- وسام لي اوردي ناشيونال ميريت” من قبل رئيس الجمهورية الفرنسية عام 2003.[4]
- وسام أوردين ديلا ستيلا سوليداريتي إيتاليانا” من قبل رئيس جمهورية إيطاليا.
- جائزة أفضل وزير مالية في منطقة الشرق الأوسط وشمال أفريقيا” لعام 2012 من قبل “مجلة الأسواق الناشئة”.